# Star Wars Battlefront (computerspel uit 2015)
Star Wars Battlefront is een computerspel uit 2015 gebaseerd op de Star Wars-reeks van Lucasfilm. Het spel is ontwikkeld en uitgebracht door Electronic Arts (EA) en kwam wereldwijd uit in november 2015.
Het spel is het derde deel in de Star Wars: Battlefront-serie en wordt beschouwd als een reboot en geen opvolger van de voorgaande spellen. Het werd in 2017 opgevolgd door Star Wars Battlefront II.

## Gameplay
In het spel kiest de speler de kant van de Rebellenalliantie of de Stormtroopers. Andere speelbare personages zijn Luke Skywalker, Darth Vader, Han Solo, Leia Organa en Boba Fett.
Spelers kunnen het spel zowel zelf als met andere spelers of bots spelen. Online kan met maximaal 40 spelers worden gespeeld in 16 levels. Deze levels zijn gebaseerd op vijf locaties uit Star Wars.

## Ontvangst
Star Wars Battlefront heeft op aggregatiewebsite Metacritic een score van 72 (PC), 73 (PS4) en 75 (XOne). Het spel ontving gemengde recensies. Men prees de gameplay, graphics en muziek, maar er was kritiek op de herhalende gevechten en de kloof tussen beginnende en hardcore spelers in de online modus.